# Egg Museum

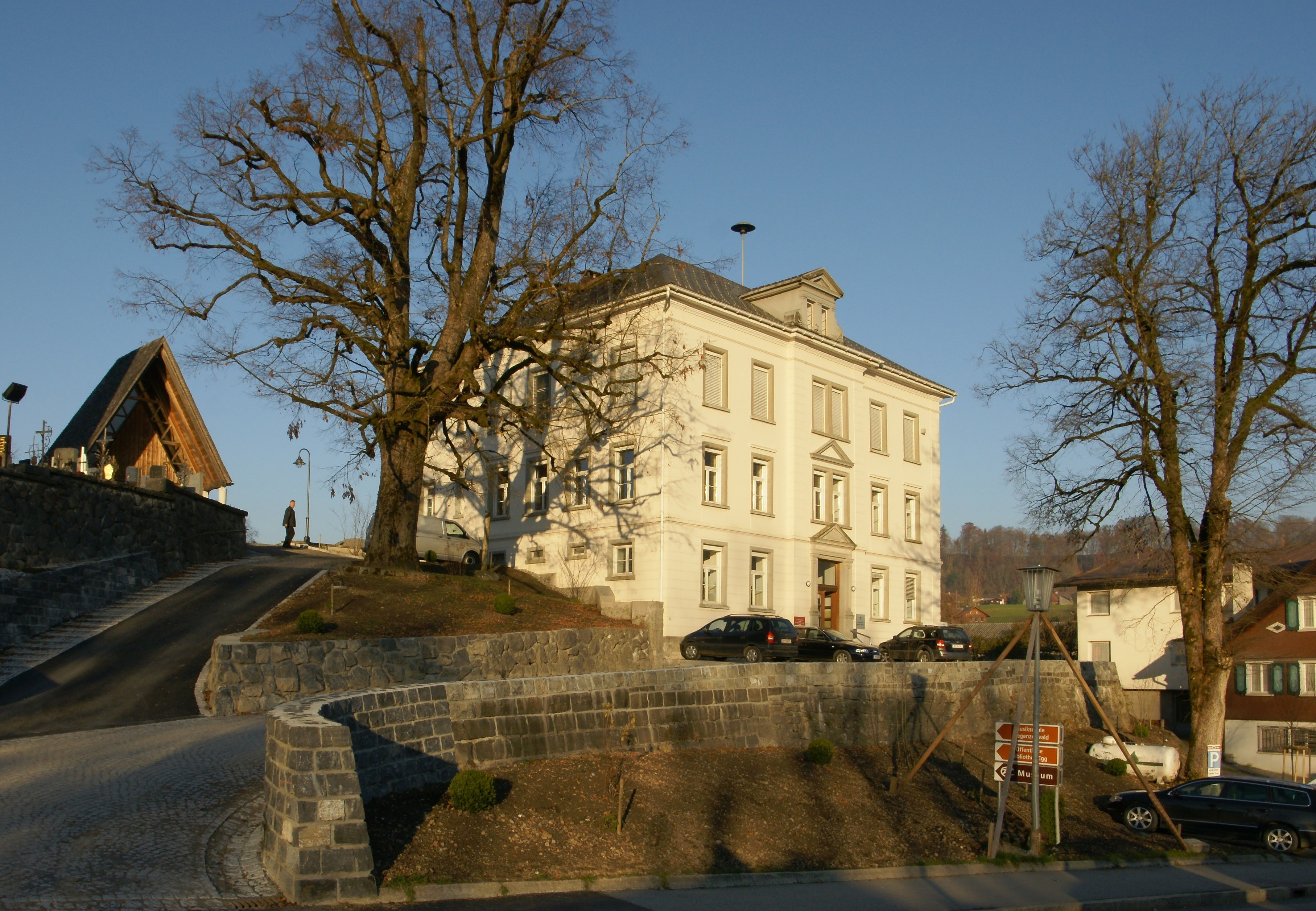
Egg Museum

Das Egg Museum ist ein Heimatmuseum in Egg im Bregenzerwald in Vorarlberg (Österreich).

## Geschichte
Das Museum wurde 1904 gegründet und ist somit das älteste Talschaftsmuseum des Landes Vorarlberg. Ursprünglich war es in seiner Dauerausstellung vorwiegend von der bäuerlichen Welt des Bregenzerwaldes geprägt. Dazu gehörten Exponate mit charakteristischen Beispielen der Wäldertracht, der bäuerlichen Wohn- und Arbeitswelt, des Brauchtums und der Volksfrömmigkeit. Die Anforderungen an das Museum wandelten sich jedoch, deshalb wurde ab den 1990er Jahren vom damaligen Leiter Anton Pfeifer versucht, mit Sonderausstellungen neues Interesse der Bevölkerung für das Museum zu wecken. Seit 2007 ist Andreas Hammerer alleinverantwortlich mit der Leitung des Egg Museums betraut.

## Gebäude
Das Museum befindet sich im 1899 errichteten ehemaligen denkmalgeschützten Schul- und Gemeindehaus von Egg. Den Auftrag zum Bau 1899 hatte der Feldkircher Baumeister Fidel Kröner erhalten. Die Baupläne von Bauingenieur Anton Gamperle aus Feldkirch sind in ausgezeichnetem Zustand erhalten. Den Fundamentaushub und die Errichtung der Mauern führte der Egger Bauunternehmer Giovanni Bertolini durch. Weiters wird das Gebäude vom Bregenzerwald Archiv, von einer Bibliothek und von einer Musikschule genutzt.

## Ausstellungen
- 2010 Rita Bertolini: Innenleben Vorarlberg. Ein fotografischer Blick ins Innere von 116 Häusern dieses Landes.
- 2012 Daniela Fetz: Silbers(ch)icht. Zu den Fotografien von Johann Jakob Greuss (1876–1956).
- 2017 Carl Lutz und das legendäre Glashaus.
- 2018 Der Heimat beraubt - Giacomo und Silvio Bozzoni als Kriegsvertriebene im Bregenzerwald und zeita[CHOR]d - 150 Jahre Wälder Chrogemeinschaft und Sterbstund - Eine Ausstellung von Rita Bertolini
- 2019 Das BORG Egg als Projekt - 50 Jahre Gymnasium im Bregenzerwald
- 2020 Bregenzerwald Schwarz · Weiß
- 2021 Ortsfeuerwehren: Vom Dorfbrand bis zum Festumzug. Die Geschichte der Ortsfeuerwehren in Egg und der Region[5]
- 2022 früher oder später, eine Ausstellung von Melanie Greußing